# اورتولیک
اورتولیک (به لاتین: Ortolyk) یک منطقهٔ مسکونی در روسیه است که در جمهوری آلتای واقع شده‌است.